# Csurgó
Csurgó je město v Maďarsku, v župě Somogy. Je centrem okresu Csurgó.
V roce 2011 zde žilo 5 248 obyvatel.

## Partnerská města
- Aumale, Francie
- Cristuru Secuiesc, Rumunsko
- Đurđevac, Chorvatsko
- Haimhausen, Německo
- Vráble, Slovensko
- Vrsar, Chorvatsko